# Георгије II Цариградски
Георгије II Цариградски (грч. Γεώργιος Ξιφιλῖνος, умро 7. јула 1198) је био васељенски патријарх Цариграда од 1191. до 1198.
Георгије је рођен у породици Ксифилинос, којој је припадао претходни патријарх Јован VIII Цариградски. Према Теодору Валсамону, Георгије II је, током владавине цара Алексија I Комнина, додао једног члана Егзокатакоилима (функција слична католичком кардиналу у Грчкој цркви тог времена), чиме их је постало шест.